# سوخت‌گیری هوایی

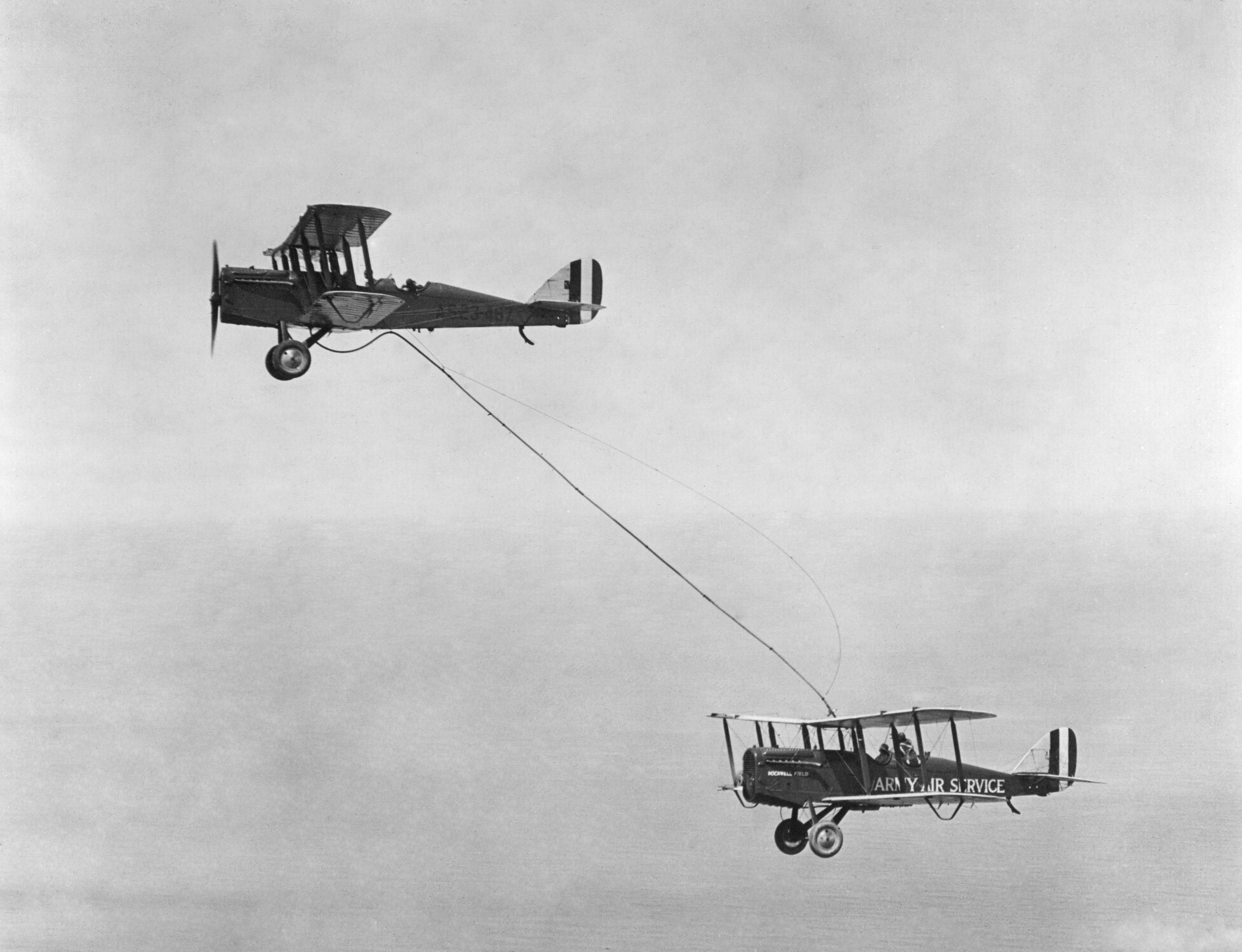
نخستین سوخت‌گیری هوایی تاریخ، سال ۱۹۲۳ میلادی

سوخت‌گیری هوایی یا سوخت‌رسانی هوایی به فرایند انتقال سوخت از یک هواپیما (سوخت‌رسان) به هواپیمای دیگر (سوخت‌گیر) در آسمان و در حین پرواز گفته می‌شود. به‌دلیل مصرف بسیار بالای سوخت درهنگام برخاستن از زمین و اوج‌گیری، سوخت‌گیری هوایی به هواپیما این امکان را می‌دهد که مدت‌زمان بیشتری را در هوا بمانَد و برد عملیاتیِ آن افزایش پیدا کند.

## روش‌های سوخت‌گیری هوایی
روش‌های سوخت‌رسانی هوایی عبارتند از «روش میله‌پروازی» و روش «میله و مهار چتری». معمولاً هواپیماها، با توجه به مأموریت‌های تعیین‌شده، از یکی از این دو روش استفاده می‌کنند. با این وجود، غلاف‌های سوخت‌گیری می‌توانند با هواپیماهای تولیدشده هم یکسان‌سازی شوند؛ البته درصورتی‌که از روش میله و مهار چتری استفاده شود.
| آوند        |  | روش آوند یا میله‌پروازی، (همچنین میله و میله‌گیر) (boom and receptacle)، ظرفیت انتقال سوخت بالا و خوبی را فراهم می‌آورَد، اما نیازمند یک جایگاه متصدی و یک ظرف طراحی‌شدهٔ ویژه است. در این روش از یک لولهٔ تلسکوپیِ سخت و انعطاف‌ناپذیر به نام «آوند» استفاده می‌شود که در زیر آن دو بال کوچک وجود دارند و آن را در زاویه‌های محدودی هدایت می‌کنند و متصدی داخل هواپیمای سوخت‌رسان، آن را به داخل میله‌گیر هواپیمای سوخت‌گیر متصل می‌کند. این نوع روش سوخت‌رسانی عموماً برای سوخت‌رسانی به یک هواپیما صورت می‌گیرد و عموماً هواپیماهای گیرنده از نوع دوربرد هستند یا بزرگ‌تر از هواپیماهای جنگندهٔ معمولی هستند. |
| کاوند و قیف |  | روش کاوند و قیف یا میله و مهار چتری یک روش سوخت‌رسانی با قابلیت سوخت‌رسانی همزمان به چند هواپیماست. در این روش، یک شلنگ به نام «کاوند» به مخزن آئرودینامیکی وصل شده و آن هم به تانکر سوخت متصل است و قسمت دیگر شلنگ به نام که چترشکل است و با میلهٔ خارج‌شده از جنگنده یا دیگر هواپیماها اتصال برقرار می‌کند و عمل سوختگیری هوایی AAR یا IFR صورت می‌گیرد. قسمت مهار چتری یا «قیف» به‌شکل توپ بدمینتون است. هواپیمای گیرندهٔ سوخت، دارای یک میلهٔ سخت است که در دماغهٔ هواپیما یا در بدنه نصب می‌شود که درهنگام استفاده نشدن از آن به داخل واپس کشیده می‌شود. هواپیمای سوخت‌رسان به‌صورت مستقیم و تراز پرواز می‌کند و شلنگ یا مهار چتری را خارج می‌کند، که تعدادشان می‌تواند بیش از دو شلنگ باشد. این عمل اجازه می‌دهد تا جنگنده به رابط سوختگیر متصل شود. جنگنده در عقبِ سوخت‌رسان پرواز می‌کند و مهار چتری را تعقیب می‌کند. فاصلهٔ سوخت‌گیر تا سوخت‌رسان فاصلهٔ معینی است و این فاصله به اندازهٔ طول شلنگ است. |